# Gerd Achgelis
Gerd Achgelis (16 de julio de 1908 - 18 de mayo de 1991) fue un aviador y piloto de pruebas alemán, pionero en el desarrollo de helicópteros.

## Biografía
Achgelis nació en Golzwarden en Oldenburgo, y después de un aprendizaje como electricista, empezó a trabajar como piloto acrobático en 1928. En 1930 voló invertido durante una hora sobre Londres, y en 1931 fue el campeón acrobático alemán. Volando un Fw 44 Stieglitz, Achgelis se situó tercero en el Campeonato Mundial de Acrobacias de 1934 en París, y en quinto lugar en el evento de 1936 en Berlín.
A partir de abril de 1932, también trabajó como instructor de vuelo en el Technikum Weimar, y en 1933 se convirtió en piloto de pruebas en jefe para la compañía Focke-Wulf en Bremen. El 26 de junio de 1936 voló con el Focke-Wulf Fw 61, considerado el primer helicóptero práctico, en su vuelo inaugural. El 27 de abril de 1937, junto con Henrich Focke, fundó la compañía Focke-Achgelis para el desarrollo y fabricación de helicópteros en Hoykenkamp.
En 1933 Hermann Göring propuso que Achgelis asumiera un puesto como instructor en la Deutsche Verkehrsfliegerschule ("Escuela de Transporte Aéreo Alemana"), para establecer y entrenar un equipo acrobático. Achgelis declinó la oferta, y también rechazó la petición de Göring para asumir el puesto de Generalluftzeugmeister ("Director-General de Equipamiento de la Luftwaffe") después de la muerte de Ernst Udet en noviembre de 1941. Trabajó como piloto de pruebas en una fábrica de aeronaves en Graudenz hasta el fin de la II Guerra Mundial.
Después de la guerra, Achgelis se retiró a su granja familiar, y desde 1952 tuvo intereses comerciales en Hude. Sin embargo, permaneció conectado con la aviación. En 1961, fue uno de los fundadores del aeródromo Flugplatz Oldenburg-Hatten en Hatten, y en 1975, recibió la Legión de Honor francesa por sus logros en la aviación. También donó el trofeo Kavalier der Lüfte, que se entrega anualmente cada mes de noviembre.
Achgelis murió en su hogar en Hude en 1991.